# Dromónero
Dromónero, en grec moderne : Δρομόνερο, est un village du dème de Plataniás, en Crète, en Grèce. Selon le recensement de 2011, la population de Dromónero compte 9 habitants. Il est situé à une altitude de 430 m.